# White City (Utah)
White City est une census-designated place et un township situé dans le comté de Salt Lake, dans l’État de l’Utah, aux États-Unis. Sa population s’élevait à 5 407 habitants lors du recensement de 2010.